# Виско
Виско (итал. Visco) — коммуна в Италии, располагается в регионе Фриули-Венеция-Джулия, в провинции Удине.
Население составляет 760 человек (2008 г.), плотность населения составляет 232 чел./км². Занимает площадь 4 км². Почтовый индекс — 33040. Телефонный код — 0432.
Покровителями коммуны почитаются Пресвятая Богородица (Madonna della Neve) и святой апостол Пётр, празднование 29 июня. 

## Демография
Динамика населения:

## Администрация коммуны
- Официальный сайт: http://www.comune.visco.ud.it